# São Raimundo Esporte Clube (Boa Vista)
Pour les articles homonymes, voir São Raimundo Esporte Clube.
Le São Raimundo Esporte Clube est un club brésilien de football basé à Boa Vista dans l'État du Roraima.

## Historique
A la fin du mois de décembre 2010, le club annonce à la surprise générale la signature de l'ancien international italien Bobo Vieri. L'aventure ne dure cependant pas très longtemps.

## Palmarès
- Championnat de l'État du Roraima
  - Champion : 1977, 1992, 2004, 2005